# Rietveldwoningen aan de Robert Schumannstraat
De Rietveldwoningen aan de Robert Schumannstraat in de Nederlandse stad Utrecht is een blok van vier woningen dat in 1932 is gebouwd naar ontwerp van Gerrit Rietveld.

## Beschrijving
De opdrachtgever en bouwer was de Utrechtse aannemer Bredero. Rietveld ontwierp het blok in de stijl van het nieuwe bouwen. 
Iedere woning is voor de helft onderkelderd waarbij er zowel een toegang is van binnenuit als van buitenaf. Boven de kelder bevinden zich twee bouwlagen onder een plat dak. De constructie bestaat uit dragende bakstenen buitenmuren met houten balklagen. In de gevels zijn houten kozijnen toegepast. Op de verdieping bevindt zich aan de voorkant en deels de zijgevels een balkon met tussen de woningen schotten van draadglas.
In 1986 werden de woningen aangewezen als rijksmonument "vanwege de algehele architectonische (het gebruik van veel glas en een lichte kleurstelling), en de typologische vormgeving (de toepassing van de gedachte van het kernhuis en de variabele ruimte-indeling door middel van schuifwanden) en het doel waarvoor het blok werd ontworpen en uitgevoerd (namelijk behuizing voor gezinnen met lagere inkomens), zowel wat betreft de exterieurs als de interieurs van belang als een representatief voorbeeld van de Nederlandse bijdrage aan het Nieuwe Bouwen uit de periode 1920-1940, en van algemeen belang vanwege de betekenis voor de ontwikkeling van de moderne Nederlandse bouwkunst."